# Småax
Småax är en specialiserad form av blomställning som finns hos gräs. Ett småax består av en eller flera blommor som sitter tillsammans längs ett gemensamt skaft (axel). Blommorna i ett småax är vindpollinerade och saknar skyltande hylleblad. Liksom andra vindpollinerade blommor har de istället mycket stora ståndarknappar och märken. I småaxet finns också ett antal fjäll: det nedersta paret heter skärmfjäll och är gemensamma för hela småaxet. Sedan har varje blomma i småaxet ett ytteragn och ett inneragn. Småaxen kan också har många sorters borst, hår och borstuddar.

Förenklad bild av ax med mittaxel, axfjäll och blommor. Småax har samma byggnad.
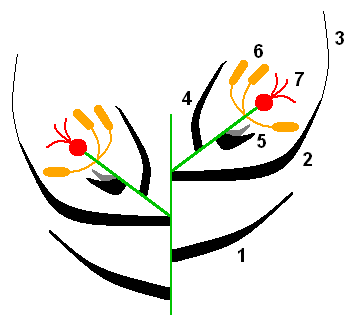
Förenklad bild av småax hos råg. 1 skärmfjäll, 2 ytteragn, 3 borst, 4 inneragn, 6 ståndare, 7 pistill.
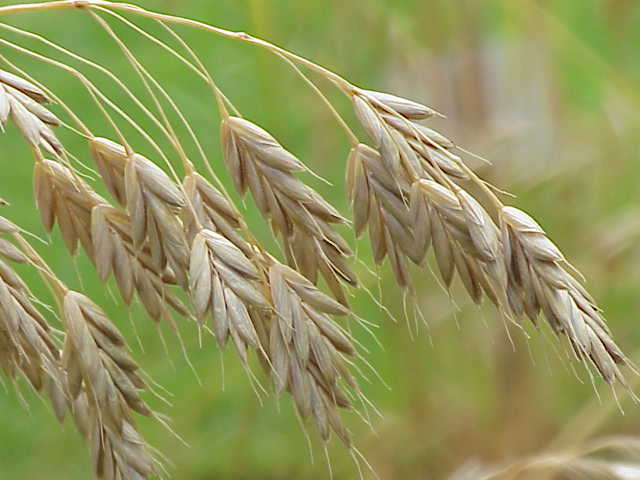
Småax i vippa hos Bromus secalinus.
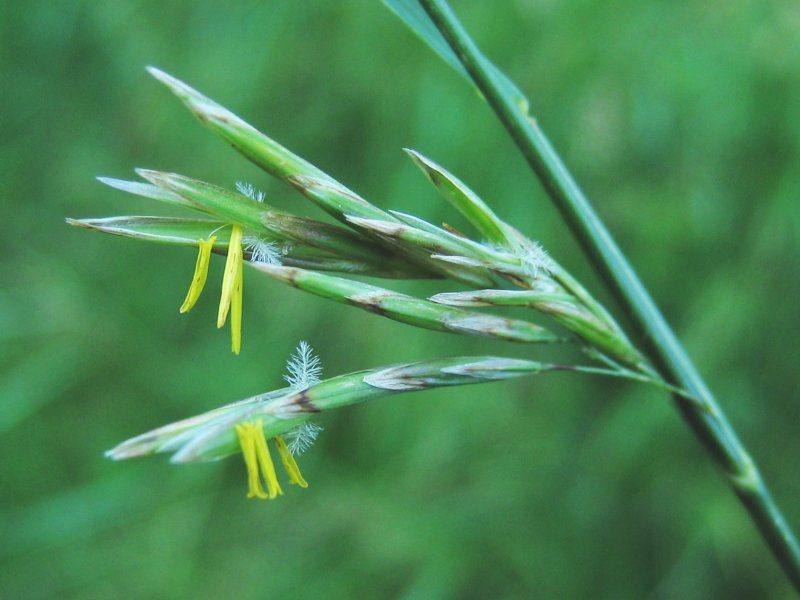
Småax i vippa hos Bromus inermis med märken och ståndarknappar synliga.